# Motygino (Krasnojarsk)
Motygino (russisch Моты́гино) ist eine Siedlung städtischen Typs in der Region Krasnojarsk in Russland mit 5902 Einwohnern (Stand 14. Oktober 2010).

## Geographie
Der Ort liegt gut 260 km Luftlinie nordnordöstlich des Regionsverwaltungszentrums Krasnojarsk im südlichen Teil des Jenisseirückens am rechten Ufer der Angara, die dort mit mehreren Armen über 5 km breit ist.
Motygino ist Verwaltungszentrum des Rajons Motyginski und Sitz der Stadtgemeinde (gorodskoje posselenije) Possjolok Motygino, zu der außerdem die 4 km nordöstlich gelegene Siedlung Reschajuschtschi gehört.

## Geschichte
Der Ort wurde 1671 gegründet und nach dem Familiennamen des ersten russischen Siedlers Motygin benannt. Einen Aufschwung nahm es mit dem Goldboom in der Region um die Mitte des 19. Jahrhunderts.
Am 1. Juli 1931 kam Motygino zum neu gegründeten Udereiski rajon mit Verwaltungssitz im knapp 70 km nördlich gelegenen Goldbergbauzentrum Juschno-Jenisseiski (heute Juschno-Jenisseisk). Als dessen Bedeutung in den 1950er-Jahren sank, wurde die Verwaltung in das verkehrstechnisch günstiger gelegene und mittlerweile größere Motygino verlegt und der Rajons dementsprechend umbenannt. Seit 1960 besitzt der Ort den Status einer Siedlung städtischen Typs.

### Bevölkerungsentwicklung
| Jahr | Einwohner |
| ---- | --------- |
| 1959 | 4332      |
| 1970 | 6769      |
| 1979 | 7847      |
| 1989 | 7985      |
| 2002 | 6730      |
| 2010 | 5902      |

Anmerkung: Volkszählungsdaten

## Verkehr
Motygino ist Endpunkt der gut 140 km langen Regionalstraße 04K-045, die unweit von Strelka an der Angaramündung von der 04K-044 Krasnojarsk – Jenisseisk abzweigt und bis wenig unterhalb von Motygino dem linken Angaraufer aufwärts folgt, zumeist in einiger Entfernung. Dabei werden der Jenissei, der Angara-Nebenfluss Tassejewa und die Angara per Autofähre gequert. Im Motygino beginnen mehrere Lokalstraßen in den nördlichen Teil des Rajons, so die 04N-644 nach Rasdolinsk (weiter als 04N-650 nach Juschno-Jenisseisk) und die das rechte Angaraufer aufwärts führende 04N-647 nach Ordschonikidse.
Unmittelbar östlich der Siedlung befindet sich ein 1978 in Betrieb gegangener Flughafen (ICAO-Code UNIM), den mehrmals wöchentlich KrasAvia von Krasnojarsk-Tscheremschanka aus anfliegt (Stand 2014). Beim Ort gibt es eine Anlegestelle an der Angara.

## Söhne und Töchter des Ortes
- Eduard Guschtschin (1940–2011), Kugelstoßer